# 2 euro commemorativi emessi nel 2024
| Immagine | Paese       | Tema | Tiratura   | Emissione         |
| --- | ----------- | --- | ---------- | ----------------- |
| | Francia     | Sport: Lotta libera - Monumento: Cattedrale di Notre-Dame 4ª moneta della serie dedicata alle Olimpiadi di Parigi 2024                          | 510.000    | 9 gennaio 2024    |
| Descrizione: per il conto alla rovescia dei Giochi olimpici di Parigi del 2024, la Monnaie de Paris celebra il percorso di avvicinamento a questo evento attraverso Parigi e il suo patrimonio. 100 anni dopo i Giochi del 1924, la capitale francese ospita nuovamente i Giochi estivi. Si tratta di un evento di risonanza internazionale, la cui aspettativa aumenta gradualmente negli anni precedenti l'evento, e che culmina nel 2024 con l'emissione di due monete commemorative da due euro dedicate ai Giochi olimpici. Il disegno raffigura Ercole, una figura nazionale e un'icona della numismatica francese, che lotta con la Chimera di Notre- Dame, con un riferimento ai Giochi olimpici dell'antichità. Entrambi i lottatori sono raffigurati in primo piano davanti alla cattedrale di Notre-Dame. Sullo sfondo è raffigurata una pista di atletica sul cui lato sinistro è rappresentato il logo di Parigi 2024. L'anno, l'indicazione RF e i marchi della zecca sono inseriti sulla pista di atletica. Sull'anello esterno della moneta figurano le 12 stelle della bandiera dell'Unione europea. |             | |            |                   |
| | Belgio      | Turno di Presidenza del Consiglio dell'Unione europea tenuto dal Belgio                                                                         | 2.130.000  | 15 gennaio 2024   |
| Descrizione: il disegno raffigura un gruppo di uccelli (rondini) a simboleggiare il modus operandi dell'UE che si muove come gruppo, nel quale però ogni membro dispone di un margine di manovra individuale, dando vita così a un'entità complessa e dinamica. Il gruppo, pertanto, trasmette innanzitutto un senso di coesione. Quando le rondini sono in volo, una di esse si mette sempre in testa al gruppo con lo scopo di guidarlo. E questo sarà il ruolo del Belgio nel primo semestre del 2024. I 27 uccelli simboleggiano inoltre il numero totale degli Stati membri dell'UE. Il codice del paese "BE" figura tra le rondini nella parte superiore destra del disegno. Sotto il gruppo di volatili, nello spazio rimasto libero nella parte inferiore della moneta figura l'iscrizione "BELGIAN PRESIDENCY OF THE COUNCIL OF THE EU 2024". Nell'estremità sinistra della moneta figurano le iniziali della disegnatrice Iris Bruijns. Poiché le monete saranno coniate dalla zecca olandese, nella parte sinistra della moneta figurano il caduceo, segno della zecca di Utrecht, al di sopra del quale figura il segno del direttore della zecca del Belgio, un aster davanti a un matraccio di Erlenmeyer. Sull'anello esterno della moneta figurano le 12 stelle della bandiera dell'Unione europea. |             | |            |                   |
| | Lussemburgo | 100º anniversario dell'introduzione del franco lussemburghese con l'immagine del Feierstëppler                                                  | 131.000    | 29 gennaio 2024   |
| Descrizione: il centesimo anniversario della firma da parte della granduchessa Charlotte del decreto granducale relativo all'emissione della moneta divisionale in nichel, comunemente denominata "Feierstëppler". Descrizione del disegno: Al centro del disegno si trova la moneta lussemburghese emessa nel 1924, che raffigura un lavoratore dell'industria siderurgica, integrata a sua volta nel numero 100 indicante l'anniversario della prima emissione di una delle monete del franco lussemburghese rimaste più a lungo in circolazione. Nella parte superiore del disegno figurano il nome del paese di emissione "LËTZEBUERG" e l'anno di emissione "2024". Nella parte inferiore figura l'iscrizione "FEIERSTËPPLER", designazione comune e popolare della moneta. Il monogramma (lettera "H", sormontata da una corona) rappresenta il Granduca Henry. Poiché non è stata ancora designata una zecca per la produzione, il marchio della zecca potrà essere inserito nello spazio designato. Sull'anello esterno della moneta figurano le 12 stelle della bandiera dell'Unione europea. |             | |            |                   |
| | Lussemburgo | 175º anniversario della scomparsa del granduca Guglielmo II                                                                                     | 131.000    | 29 gennaio 2024   |
| Descrizione: il disegno raffigura a sinistra la statua del Granduca Guillaume II a cavallo e a destra l'effigie del Granduca Henri con lo sguardo rivolto verso sinistra. Nella parte superiore sinistra del disegno figurano, in semicerchio, le iscrizioni "GROUSSHERZOGE VU LËTZEBUERG" e "GUILLAUME II 1792-1849". L'anno "2024" e il numero "175", indicante l'anniversario, figurano al di sotto dell'effigie del Granduca Henri. Poiché non è stata ancora designata una zecca per la produzione, il marchio della zecca potrà essere inserito nello spazio designato. Sull'anello esterno della moneta figurano le 12 stelle della bandiera dell'Unione europea. |             | |            |                   |
| | Germania    | Presidenza di Meclemburgo-Pomerania Anteriore al Bundesrat: Königsstuhl 2ª moneta della II serie dedicata ai Länder tedeschi                    | 30.000.000 | 30 gennaio 2024   |
| Descrizione: la moneta è dedicata allo Stato tedesco (Land) del Meclemburgo-Pomerania occidentale. Si tratta della seconda emissione della seconda serie di monete commemorative tedesche da 2 euro in cui figurano gli Stati tedeschi o Länder. Ogni anno una moneta rende omaggio a uno dei 16 Länder, raffigurando un edificio o un evento significativi. L'ordine degli Stati si basa sulla presidenza di turno del Bundesrat, che è uno dei cinque organi costituzionali permanenti della Repubblica federale di Germania e rappresenta gli interessi dei Länder. Il disegno raffigura il Königsstuhl, una formazione iconica di scogliere e faggeti situata nel parco nazionale di Jasmund sull'isola di Rügen. Le scogliere, viste dalla costa, evidenziano in modo particolarmente efficace il carattere monumentale e unico di questo elemento paesaggistico. Nella bellissima immagine, ricca di dettagli, si fondono armonicamente il mare, l'avifauna e gli esseri umani. I caratteri tipografici moderni, in armonia con il gabbiano in volo, sono perfettamente integrati nel rilievo. La metà superiore del cerchio interno della moneta reca l'iscrizione "MECKLENBURG VORPOMMERN", l'anno di emissione "2024", il codice del paese di emissione "D" (Germania) e, in alto a destra, la lettera "X" indicante lo spazio riservato al marchio della zecca corrispondente ("A", "D", "F", "G" o "J"). Nella metà inferiore del cerchio interno sono riportate le iniziali dell'artista Michael Otto (di Rodenbach, Germania). Sull'anello esterno della moneta figurano le 12 stelle della bandiera dell'Unione europea. |             | |            |                   |
| | Italia      | 250º anniversario della fondazione del Corpo della Guardia di Finanza                                                                           | 3.000.000  | 12 marzo 2024     |
| Descrizione: il disegno raffigura, al centro, una versione stilizzata del simbolo araldico del Corpo della Guardia di Finanza, che rappresenta il concetto di sicurezza e prospetta una visione futura del ruolo del Corpo che, pur celebrando il passato, è pronto per il futuro e le sfide che lo attendono. Questo emblema comprende diversi elementi: la montagna, il mare e il cielo, ovvero gli ambienti naturali in cui opera il Corpo; il grifone, un animale mitico che, secondo la leggenda, vigila sulla protezione del Tesoro, rappresentato dalla cassaforte dello Stato e da una corona turrita. Nella parte superiore è riportata in semicerchio l'iscrizione "GUARDIA DI FINANZA". Nella parte inferiore figurano l'acronimo "RI" (Repubblica italiana) e le date "1774-2024", rispettivamente l'anno di istituzione del Corpo della Guardia di Finanza e l'anno di emissione della moneta; a destra sono riportate le lettere "R", identificativo della Zecca di Roma, e "MB", iniziali della disegnatrice Marta Bonifacio. Sull'anello esterno della moneta figurano le 12 stelle della bandiera dell'Unione europea. |             | |            |                   |
| | Spagna      | 200º anniversario della Polizia nazionale | 1.500.000  | 12 marzo 2024     |
| Descrizione: il disegno rappresenta l'emblema della Polizia Nazionale, sopra il quale figura la scritta: "ESPAÑA - POLICIA NACIONAL 1824-2024". A destra sotto l'emblema figura il marchio della zecca "Eme Coronada". Sull'anello esterno della moneta figurano le 12 stelle della bandiera dell'Unione europea. |             | |            |                   |
| | Spagna      | Cattedrale, Alcázar e Archivio Generale delle Indie di Siviglia 15ª moneta della serie dedicata ai siti spagnoli patrimonio dell'umanità UNESCO | 1.500.000  | 12 marzo 2024     |
| Descrizione: il disegno raffigura il "Patio de las Doncellas" del Real Alcazar di Siviglia. In alto, in forma circolare e in lettere maiuscole, figura il nome della città: SEVILLA, al di sotto del quale è riportato il marchio della zecca "Eme Coronada". In basso, in forma circolare e in lettere maiuscole, il nome del paese ESPAÑA e l'anno di emissione 2024. Sull'anello esterno della moneta figurano le 12 stelle della bandiera dell'Unione europea. |             | |            |                   |
| | Finlandia   | Elezioni e democrazia | 400.000    | 14 marzo 2024     |
| Descrizione: il disegno raffigura delle schede elettorali stilizzate, costituite da cerchi e rettangoli. La rappresentazione è astratta, ma riconoscibile. Ci sono otto schede, parzialmente sovrapposte, che creano forme geometriche più piccole laddove si intersecano e sovrappongono. L'anno 2024 è indicato in basso. La sigla «FI» si trova sul lato destro, leggermente al di sopra della linea mediana. Il testo «VAALIT ♦ DEMOKRATIA» è disposto ad arco, sul lato destro dell'anello della moneta, specularmente alla scritta «VAL ♦ DEMOKRATI», anche questa disposta a semicerchio. Sull'anello esterno della moneta figurano le 12 stelle della bandiera dell'Unione europea. |             | |            |                   |
| | Germania    | 175º anniversario della Costituzione di Francoforte                                                                                             | 30.000.000 | 21 marzo 2024     |
| Descrizione: il disegno presenta diversi livelli tematici. In primo piano figura un'immagine della Chiesa di San Paolo con i rappresentanti dell'assemblea costituzionale nazionale, che si sovrappone al testo dell'atto costituzionale e a una penna, che rappresentano la decisione adottata dal parlamento di Francoforte. Sul disegno figurano infine tre allegorie femminili – unità, giustizia e libertà – e la bandiera tricolore (nero, rosso e oro). Il vibrante disegno tridimensionale evoca il carattere eterno dei basilari principi democratici che sono stati enunciati in forma scritta per la prima volta e in modo fondamentale nella Costituzione di Francoforte. L'anello interno della moneta reca inoltre l'iscrizione "PAULSKIRCHEN VERFASSUNG 1849" ("Costituzione della Chiesa di San Paolo del 1849") e, in basso, l'anno di emissione "2024", il codice del paese di emissione "D" (Germania), il marchio della zecca corrispondente ("A", "D", "F", "G" o "J") e le iniziali dell'artista, il berlinese Bodo Broschat. Sull'anello esterno della moneta figurano le 12 stelle della bandiera dell'Unione europea. |             | |            |                   |
| | Italia      | Rita Levi-Montalcini | 3.000.000  | 22 aprile 2024    |
| Descrizione: Il disegno raffigura in primo piano un ritratto a mezzo busto di Rita Levi-Montalcini ispirato alla fotografia di Manuela Fabbri; sullo sfondo figura un microscopio, tratto da una medaglia disegnata da Gino Levi-Montalcini, il fratello della famosa scienziata, la cui base è a forma di zoccolo di cavallo, un portafortuna in vista dell'assegnazione del premio Nobel per la medicina nel 1986. Nella parte superiore della moneta è riportato in forma circolare il nome della scienziata "RITA LEVI-MONTALCINI"; a sinistra figurano gli acronimi "RI", (Repubblica italiana), e "R", identificativo della Zecca di Roma; nella parte inferiore figura l'anno di emissione della moneta "2024" e a destra "SP", iniziali della disegnatrice Silvia Petrassi. Sull'anello esterno della moneta figurano le 12 stelle della bandiera dell'Unione europea. |             | |            |                   |
| | Portogallo  | 50º anniversario della Rivoluzione dei garofani                                                                                                 | 515.000    | 22 aprile 2024    |
| Descrizione: il 25 aprile 1974 è la data della rivoluzione che ha segnato l'insediamento della democrazia in Portogallo e l'inizio di un percorso di profonde trasformazioni economiche, sociali e culturali che hanno portato all'europeizzazione del paese. Al centro del disegno un garofano simboleggia la rivoluzione, circondato da una serie di cerchi eccentrici che suggeriscono che le azioni e le convinzioni di un popolo possono cambiare negli anni, ma restano, nella sostanza, fedeli ai principi della rivoluzione. Sul bordo, a destra, il verso «Esta é a madrugada que eu esperava» (Questa è l'alba che stavo aspettando) e il nome della sua autrice, la poetessa «Sophia de Mello Breyner Andresen»; a sinistra invece, vicino dallo stemma nazionale, le iscrizioni «Portugal» e « 25 aprile 1974_2024», seguite dal nome del disegnatore e dal marchio della zecca portoghese «Casa da Moeda». Sull'anello esterno della moneta figurano le 12 stelle della bandiera dell'Unione europea. |             | |            |                   |
| | San Marino  | 50º anniversario della dichiarazione dei diritti dei cittadini e dei principi fondamentali dell'ordinamento sammarinese                         | 56.000     | 23 aprile 2024    |
| Descrizione: al centro è rappresentato un libro aperto su cui è scritto «I DIRITTI DELLA PERSONA UMANA SONO INVIOLABILI», una citazione dell'articolo 5 della legge 8 luglio 1974, n. 59 «Dichiarazione dei diritti dei cittadini e dei principi fondamentali dell'ordinamento sammarinese». Sopra di esso figurano le sagome della Statua della libertà e del Palazzo pubblico, nonché il nome del paese di emissione «SAN MARINO»; alla sua sinistra compare la lettera «R», identificativo della Zecca di Roma; mentre sotto, al centro, sono indicati l'anno di emissione, «2024», e le iniziali dell'incisore Emanuele Ferretti («E.F. INC.»). Sull'anello esterno della moneta figurano le 12 stelle della bandiera dell'Unione europea. |             | |            |                   |
| | Belgio      | Lotta contro il cancro | 130.000    | 13 maggio 2024    |
| Descrizione: al centro del disegno figura un fiocco, simbolo universale dell'impegno nella lotta contro il cancro. I nastri del fiocco si protendono ulteriormente verso i due lati disegnando una linea curva, che rappresenta l'andamento del battito cardiaco su un monitor, simboleggiando quindi la vita e la vitalità. In alto si possono osservare tre linee che rimandano a un arcobaleno (simbolo di speranza e consolazione). Nella linea più bassa sono iscritti il codice del paese, BE, e l'anno, 2024. Nella parte inferiore della moneta figurano le iscrizioni in francese e neerlandese: «Lutte contre le cancer» - «Strijd tegen kanker». Le iniziali del disegnatore Iris Bruijns si trovano sul lato sinistro sopra le iscrizioni. Poiché le monete saranno coniate dalla zecca reale dei Paesi Bassi, nella parte più bassa della moneta figurano il caduceo, marchio della zecca di Utrecht, e un aster davanti a un matraccio di Erlenmeyer, segno del direttore della zecca del Belgio. Sull'anello esterno della moneta figurano le 12 stelle della bandiera dell'Unione europea. |             | |            |                   |
| | Estonia     | Fiore nazionale estone - il fiordaliso | 1.000.000  | 21 maggio 2024    |
| Descrizione: il disegno raffigura la sagoma di un fiordaliso accompagnata dall'iscrizione «CENTAUREA CYANUS» (fiordaliso in latino) disposta a semicerchio in alto a sinistra. In basso è riportato il nome del paese di emissione «EESTI» e, sotto, l'anno di emissione «2024». Sull'anello esterno della moneta figurano le 12 stelle della bandiera dell'Unione europea. |             | |            |                   |
| | Francia     | La torcia olimpica ai Giochi di Parigi 2024 | 24.034.000 | 4 giugno 2024     |
| Descrizione: nello scandire il conto alla rovescia per i Giochi olimpici di Parigi del 2024, la zecca di Parigi celebra il percorso di avvicinamento a questo evento rendendo omaggio a Parigi e al patrimonio numismatico nazionale. 100 anni dopo i Giochi del 1924, la capitale francese ospita nuovamente i Giochi estivi. Si tratta di un evento di risonanza internazionale, preceduto da anni sempre più carichi di aspettativa che culminano con l'emissione di due monete commemorative da due euro dedicate ai Giochi olimpici nel 2024. Il disegno rappresenta la Francia attraverso edifici iconici: la torre Eiffel e la Basilica di Notre Dame de la Garde a Marsiglia sono qui rappresentate insieme. Sullo sfondo, un fiore di tiaré rappresenta l'isola di Tahiti in cui si svolgeranno le gare di surf. La torre Eiffel è raffigurata in movimento, in omaggio ai valori dello sport, e ha due braccia costituite da 73 rivetti che rappresentano le collettività che ospiteranno i giochi. Per la prima volta figurano, uno accanto all'altro, i simboli olimpici e paraolimpici per celebrare i Giochi per tutti. L'anno, l'indicazione del paese di emissione «RF» e i marchi della zecca sono inseriti sulla pista di atletica. Sull'anello esterno della moneta figurano le 12 stelle della bandiera dell'Unione europea. |             | |            |                   |
| | Monaco      | 500º anniversario del Trattato con Carlo V | 15.000     | 17 giugno 2024    |
| Descrizione: il disegno raffigura l'effigie di Carlo V. In alto, ad arco, è iscritto il nome del paese di emissione, «MONACO». In basso è riportata l'iscrizione «1524 -TRAITE AVEC CHARLES QUINT -2024» (1524 - Trattato con Carlo V - 2024). Sull'anello esterno della moneta figurano le 12 stelle della bandiera dell'Unione europea. |             | |            |                   |
| | Grecia      | 150º anniversario della nascita di Penelope Delta                                                                                               | 750.000    | 17 giugno 2024    |
| Descrizione: il disegno ritrae Penelope Delta. Il soggetto è racchiuso all'interno delle scritte «ΠΗΝΕΛΟΠΗ ΔΕΛΤΑ 1874-1941» («PENELOPE DELTA 1874-1941») e «ΕΛΛΗΝΙΚΗ ΔΗΜΟΚΡΑΤΙΑ» («REPUBBLICA ELLENICA»). Alla sua sinistra è raffigurata una palmetta (marchio della zecca greca) mentre a destra figura l'anno di conio. Penelope Delta è stata una pioniera della letteratura per l'infanzia in Grecia. Generazioni di bambini greci sono cresciute con i suoi libri, che continuano a essere popolari ancora oggi. Sull'anello esterno della moneta figurano le 12 stelle della bandiera dell'Unione europea. |             | |            |                   |
| | Grecia      | 50º anniversario del ritorno alla democrazia | 750.000    | 17 giugno 2024    |
| Descrizione: il disegno raffigura l'edificio del Parlamento ellenico, contornato dalle scritte: «50 ΧΡΟΝΙΑ ΑΠΟ ΤΗ ΜΕΤΑΠΟΛΙΤΕΥΣΗ» («50 ANNI DAL RIPRISTINO DELLA DEMOCRAZIA IN GRECIA») e «ΕΛΛΗΝΙΚΗ ΔΗΜΟΚΡΑΤΙΑ» («REPUBBLICA ELLENICA»). In basso è raffigurata una palmetta (marchio della zecca greca). La caduta della giunta dei colonnelli il 24 luglio 1974 ha segnato il ripristino della democrazia in Grecia dopo una dittatura settennale. Sull'anello esterno della moneta figurano le 12 stelle della bandiera dell'Unione europea. |             | |            |                   |
| | Croazia     | Città croata di Varaždin | 200.000    | 2 luglio 2024     |
| Descrizione: il disegno raffigura il castello di Varaždin (XII – XVI secolo). Varaždin è menzionato per la prima volta nel 1181. In seguito alle ingenti perdite subite durante l'invasione tatara del 1242, fu costruito e adibito a fortezza reale e, successivamente, è diventato noto come Città vecchia. Il suo aspetto è mutato nei secoli: da robusta fortezza medievale circondata da fossati pieni d'acqua a fortezza e arsenale principale della Frontiera militare della Slavonia e da quartier generale militare di Varaždin a splendido castello rinascimentale. Oggi la Città vecchia è l'edificio storico più importante e magnifico della città di Varaždin, un monumento inestimabile del patrimonio architettonico croato. Sulla moneta compaiono anche il nome del paese di emissione «HRVATSKA» (Croazia), l'anno di conio «2024» e l'iscrizione «STARI GRAD VARAŽDIN» (Città Vecchia di Varaždin); le scritte sono disposte a semicerchio sopra e sotto il disegno. Sull'anello esterno della moneta figurano le 12 stelle della bandiera dell'Unione europea. |             | |            |                   |
| | Vaticano    | 750º anniversario della scomparsa di Tommaso d'Aquino                                                                                           | 76.900     | 3 luglio 2024     |
| Descrizione: il disegno raffigura in primo piano San Tommaso d'Aquino vestito con il saio dell'ordine dominicano, a cui apparteneva. Nella mano sinistra tiene un volume della sua opera più importante, la Summa Theologiae, e nella mano destra una penna. Sul torace del santo è raffigurato un sole radioso, a simboleggiare la sua grande saggezza. Tra i vari titoli che gli furono attribuiti il più noto è quello di "Doctor Angelicus" - che figura nella parte inferiore disegno - inteso a esaltare la sua eccezionale purezza di corpo e di spirito. Sullo sfondo a sinistra figurano un giglio, simbolo di castità, e la Chiesa di San Tommaso a Roccasecca, il primo edificio religioso al mondo edificato in onore di San Tommaso d'Aquino, proclamato santo il 18 luglio 1323 da Papa Giovanni XXII. Nella parte superiore figura l'iscrizione "CITTÀ DEL VATICANO". A sinistra e a destra sono indicati rispettivamente gli anni "1274" e "2024", mentre nella parte inferiore figurano il marchio della zecca "R" e il nome dell'artista "A. Cicconi". Sull'anello esterno della moneta figurano le 12 stelle della bandiera dell'Unione europea. |             | |            |                   |
| | Portogallo  | Squadra olimpica portoghese a Parigi 2024 | 520.000    | 4 luglio 2024     |
| Descrizione: il disegno raffigura una serie di elementi disposti a forma di cuore, che rappresentano un abbraccio collettivo. Intorno al cuore sono disposti 15 cerchi che rimandano agli anelli olimpici e ai continenti che questi rappresentano e in corrispondenza della punta del cuore figura lo stemma del Portogallo. Al centro dell'«abbraccio» compare il logo del Comitato olimpico portoghese, che trasmette l'idea che i cuori dei portoghesi batteranno, all'unisono, per la squadra nazionale ai Giochi olimpici di Parigi del 2024. Sotto al cuore figurano la scritta «Equipa Olímpica Portugal» e l'anno «2024», alla sua sinistra il marchio della zecca «Casa da Moeda», e alla sua destra il nome del disegnatore. Sull'anello esterno della moneta figurano le 12 stelle della bandiera dell'Unione europea. |             | |            |                   |
| | Malta       | Ape mellifera di Malta 1ª moneta della serie dedicata alla fauna maltese                                                                        | 80.000     | 26 agosto 2024    |
| Descrizione: il disegno, creato da Maria Anna Frisone, raffigura l'ape mellifera maltese (Apis Mellifera Ruttneri), una delle specie endemiche di flora e fauna presenti nelle isole maltesi. Il disegno ritrae un'ape con un fiore e, sullo sfondo, un favo. La moneta sensibilizza su una delle specie endemiche di Malta e rappresenta il lavoro dell'ape che impollina i fiori e produce miele. A sinistra è riportato il nome del paese di emissione, «MALTA», e a destra l'anno di emissione, «2024». Sull'anello esterno della moneta figurano le 12 stelle della bandiera dell'Unione europea. |             | |            |                   |
| | Malta       | La Cittadella di Gozo (Iċ-Ċittadella) 1ª moneta della serie dedicata alle cittadelle fortificate                                                | 90.000     | 26 agosto 2024    |
| Descrizione: il disegno è stato creato da Noel Galea Bason e raffigura la città fortificata, localmente nota come «Iċ-Ċittadella» (La Cittadella), sull'isola di Gozo, che è la seconda isola più grande dell'arcipelago maltese. Le fortificazioni che circondano la «Ċittadella» così come le conosciamo oggi sono state costruite e modificate dall'Ordine di San Giovanni. Il disegno raffigura la città-fortezza. In basso sono riportati, a sinistra, il nome del paese di emissione («MALTA») e, a destra, l'anno di emissione («2024»). In alto compare l'iscrizione «ĊITTADELLA» e, sotto di essa, «GOZO». Questa moneta si iscrive in una serie dedicata alle città fortificate maltesi, come Mdina e La Valletta, che sono parte integrante del patrimonio culturale maltese ed europeo. Sull'anello esterno della moneta figurano le 12 stelle della bandiera dell'Unione europea. |             | |            |                   |
| | Finlandia   | Architettura finlandese - Gesellius, Lindgren e Saarinen                                                                                        | 400.000    | 30 agosto 2024    |
| Descrizione: il disegno raffigura le sagome di quattro edifici, le cui torri sono rivolte verso il centro. In diagonale tra gli edifici figurano le iscrizioni «GESELLIUS», «LINDGREN», «SAARINEN», l'acronimo del paese di emissione «FI», il marchio della zecca e l'anno «2024». I testi e le sagome degli edifici formano una composizione simile a un orologio sulla superficie circolare della moneta. Sull'anello esterno della moneta figurano le 12 stelle della bandiera dell'Unione europea. |             | |            |                   |
| | San Marino  | 530º anniversario della scomparsa del Ghirlandaio                                                                                               | 56.000     | 5 settembre 2024  |
| Descrizione: al centro del disegno figura la Vergine in preghiera, particolare del dipinto «Adorazione dei pastori» di Domenico Ghirlandaio, conservato nella Cappella Sassetti della chiesa di Santa Trinità (Firenze). A sinistra figurano la dicitura «SAN MARINO» e la lettera «R», l'identificativo della zecca di Roma; a destra, è riportata l'iscrizione «GHIRLANDAIO» e le date «1494» e «2024»; in basso figurano le iniziali dell'artista Valerio de Seta («VdS»). Sull'anello esterno della moneta figurano le 12 stelle della bandiera dell'Unione europea. |             | |            |                   |
| | Slovacchia  | 100º anniversario della maratona internazionale della pace di Košice                                                                            | 1.000.000  | 19 settembre 2024 |
| Descrizione: il disegno raffigura, sul lato sinistro, un maratoneta e, sul lato destro, un particolare della cattedrale di Santa Elisabetta, uno dei simboli architettonici di Košice. Nella parte inferiore del disegno figurano il nome del paese di emissione «SLOVENSKO» e, sotto, l'anno della prima maratona «1924» e l'anno di emissione della moneta «2024». L'iscrizione «KOŠICKÝ MARATÓN» si estende lungo il bordo della metà superiore del disegno. In basso a sinistra nel disegno figura il marchio della zecca di Kremnica (Mincovňa Kremnica), costituito dalle lettere «MK» poste tra due conii. A destra sono riportate le iniziali stilizzate «LR» del disegnatore della faccia nazionale, Roman Lugár. Sull'anello esterno della moneta figurano le 12 stelle della bandiera dell'Unione europea. |             | |            |                   |
| | Lituania    | Giardini di paglia | 500.000    | 25 settembre 2024 |
| Descrizione: il disegno raffigura un giardino di paglia stilizzato costituito da forme geometriche di varie dimensioni, di cui una è rivolta verso l'alto (il cielo) e l'altra verso il basso (gli inferi). Il disegno reca inoltre la dicitura "LIETUVA" (LITUANIA), l'anno di emissione (2024) e il marchio della zecca lituana. I giardini di paglia, una tradizione culturale baltica di grande importanza decorativa e cerimoniale, evocano benessere e spiritualità. Il disegno della faccia nazionale della moneta è opera di Tomas Dragūnas. Sull'anello esterno della moneta figurano le 12 stelle della bandiera dell'Unione europea. |             | |            |                   |
| | Croazia     | 500º anniversario della scomparsa di Marco Marulo                                                                                               | 200.000    | 15 ottobre 2024   |
| Descrizione: in riconoscimento della grandezza del poeta il governo della Repubblica di Croazia ha proclamato il 2024 l'anno di Marko Marulić. Il motivo centrale della faccia nazionale della moneta è il ritratto di Marko Marulić (1450-1524), scrittore croato. Marko Marulić (Marul), che nacque a Spalato nel 1450, fu un rappresentante prominente dell'umanesimo cristiano europeo e dell'epica rinascimentale. Le sue opere letterarie, per lo più scritte in latino, sono costituite da testi in versi e in prosa, per i quali trasse ispirazione dalla Bibbia, dalla filosofia dei padri della Chiesa e dall'antichità classica. La sua opera principale, il poema epico Judita, fu tuttavia scritta in croato. Si tratta del primo poema epico di valore artistico della letteratura croata - e scritto nella lingua del paese - che si richiama alla poetica di Virgilio e all'epica biblica. Nel suo capolavoro Marulić riuscì a fondere, in una sintesi squisitamente rinascimentale, la tradizione letteraria croata, latina e italiana. Ultimata nel 1501, l'opera fu pubblicata soltanto vent'anni dopo. La moneta presenta inoltre, lungo il bordo del cerchio interno della moneta, l'acronimo del paese emittente "HR" (Croazia), l'anno di emissione "2024" e la dicitura "MARKO MARULIĆ". Sull'anello esterno della moneta figurano le 12 stelle della bandiera dell'Unione europea. |             | |            |                   |
| | Vaticano    | 150º anniversario della nascita di Guglielmo Marconi                                                                                            | 76.900     | 12 novembre 2024  |
| Descrizione: il disegno ritrae Marconi al centro, Papa Pio XI a destra e il futuro Papa Pio XII a sinistra. In alto a destra, ad arco, figura l'iscrizione «GUGLIELMO MARCONI» e, sotto di essa, le date «1874» e «2024». In basso è riportata l'iscrizione «CITTÀ DEL VATICANO» seguita dal nome dell'artista «L. PANCOTTO» (Loredana Pancotto). A sinistra figura il marchio della zecca «R». Sull'anello esterno della moneta figurano le 12 stelle della bandiera dell'Unione europea. |             | |            |                   |
| | Lettonia    | Puzuris, tipiche decorazioni | 413.000    | 21 novembre 2024  |
| Descrizione: lo Himmeli è un'antica decorazione natalizia lettone. Il disegno mostra la forma del modello tradizionale della decorazione: un ottaedro, costituito da 12 paillette interconnesse a simboleggiare l'anno e i suoi 12 mesi. Lo Himmeli è una delle più antiche decorazioni natalizie, utilizzata ben prima dell'albero di Natale. In basso a sinistra figura il nome del paese di emissione "LATVIJA". In basso a destra è riportato l'anno di emissione "2024". Sull'anello esterno della moneta figurano le 12 stelle della bandiera dell'Unione europea. |             | |            |                   |
| | Cipro       | 20º anniversario di Cipro nell'Unione europea                                                                                                   | 7.000      | 27 novembre 2024  |
| Descrizione: il disegno raffigura Cipro come elemento - simboleggiato dalla sede della Commissione europea a Bruxelles - di creazione e sviluppo nel contesto europeo. Viene raffigurato inoltre il globo terrestre, a sottolineare l'importanza geopolitica di Cipro e il suo contributo alla pace e al benessere delle nazioni. Nella parte inferiore del disegno figurano il nome del paese di emissione "ΚΥΠΡΟΣ - KIBRIS" e gli anni "2004-2024". Inoltre, lungo il bordo del disegno è iscritta in cerchio la dicitura "20 ΧΡΌΝΙΑ ΑΠΌ ΤΗΝ ΈΝΤΑΞΗ ΤΗΣ ΚΎΠΡΟΥ ΣΤΗΝ ΕΥΡΩΠΑΪΚΉ ΈΝΩΣΗ", (ovvero "20 anni dall'adesione di Cipro all'Unione europea"). Sull'anello esterno della moneta figurano le 12 stelle della bandiera dell'Unione europea. |             | |            |                   |
| | Andorra     | 100º anniversario dello sci ad Andorra | 60.000     | 9 dicembre 2024   |
| Descrizione: si ritiene che i primi contatti della popolazione andorrana con lo sci abbiano avuto luogo nel 1924. Oggi lo sci, che è il principale sport del paese, ha reso Andorra una destinazione molto popolare grazie alle sue montagne innevate, ai paesaggi spettacolari e a località sciistiche di livello mondiale. Il disegno della moneta, che commemora il centenario della pratica di questo sport ad Andorra, riproduce la parte inferiore della silhouette di uno sciatore, il nome del paese di emissione «ANDORRA» e l'anno di emissione «2024». Sull'anello esterno della moneta figurano le 12 stelle della bandiera dell'Unione europea. |             | |            |                   |
| | Andorra     | Campionati del mondo di mountain bike 2024 ad Andorra                                                                                           | 60.000     | 9 dicembre 2024   |
| Descrizione: nel 2024 Andorra ha ospitato un importante evento sportivo internazionale: i campionati mondiali di mountain bike UCI 2024. Il disegno della moneta rappresenta un ciclista in gara sullo sfondo di un paesaggio - un'immagine che mette in risalto la natura spettacolare di questo sport - con l'iscrizione «CAMPIONATS DEL MÓN UCI DE BTT» (Campionati mondiali di mountain bike UCI). Il nome del paese di emissione «ANDORRA» e l'anno di emissione «2024» figurano ai lati del ciclista, quasi fossero un ulteriore elemento di questo sport. Sull'anello esterno della moneta figurano le 12 stelle della bandiera dell'Unione europea. |             | |            |                   |
| | Slovenia    | 250º anniversario della biblioteca nazionale e universitaria                                                                                    | 1.000.000  | 18 dicembre 2024  |
| Descrizione: il disegno, opera dell'architetto Jože Plečnik, rappresenta la maniglia, leggermente inclinata, di una porta della biblioteca nazionale e universitaria su cui è raffigurato Pegaso, divinità con le sembianze di cavallo alato, che funge da guida simbolica per i visitatori che intendono addentrarsi nel mondo della conoscenza rappresentato dalla biblioteca. La maniglia, che rappresenta il primo contatto con l'istituzione, ci invita a esplorare un mondo fatto di conoscenza e ispirazione. Nella parte superiore è riportata in semicerchio l'iscrizione "NARODNA IN UNIVERZITETNA KNJIŽNICA". In basso è riportato il nome del paese di emissione "SLOVENIJA" e, sotto, l'anno di emissione "2024". Sull'anello esterno della moneta figurano le 12 stelle della bandiera dell'Unione europea. |             | |            |                   |